# Ostrya virginiana
Ostrya virginiana é uma espécie de árvore que pertence à família das Betuláceas. É nativa da América do Norte, e pode ser encontrada desde a Nova Scotia até o México.